# Wardner Park
Wardner Park är en park i Kanada.   Den ligger i provinsen British Columbia, i den södra delen av landet, 3 000 km väster om huvudstaden Ottawa. Wardner Park ligger 746 meter över havet.
Terrängen runt Wardner Park är varierad. Wardner Park ligger nere i en dal. Trakten runt Wardner Park är nära nog obefolkad, med mindre än två invånare per kvadratkilometer..
I omgivningarna runt Wardner Park växer i huvudsak barrskog.